# English Electric Canberra
L'English Electric Canberra era un bombardiere tattico bimotore a getto, monoplano ad ala media, sviluppato dall'azienda britannica English Electric nei tardi anni quaranta.
Primo bombardiere a reazione ad essere avviato alla produzione in serie nel Regno Unito, il Camberra vanta una lunghissima carriera operativa nella Royal Air Force (presso la quale rimase in servizio tra il 1951 ed il 2006) ed il suo progetto si dimostrò talmente valido da essere adottato negli Stati Uniti, dove venne prodotto su licenza come Martin B-57 Canberra.
Venne prodotto in oltre 1 300 esemplari che volarono nelle forze aeree di 5 continenti, con compiti di bombardamento, attacco leggero e ricognizione-spionaggio.

## Storia del progetto
La richiesta per un bombardiere biposto (B.3/45), in grado di trasportare un carico di 4 000 lb (1 814 kg) e dotato di un'autonomia di 1 600 mi (poco meno di 2 600 km) venne emessa nell'ottobre del 1945.
Il direttore tecnico della English Electric, William "Teddy" Petter (da poche settimane trasferitosi dalla Westland), si concentrò sul progetto di un velivolo caratterizzato da un'ampia superficie alare e dalla struttura di facile realizzazione, al fine di poter rispettare con facilità le specifiche tecniche richieste.
L'idea iniziale era di dotare il velivolo di un singolo turbogetto assiale, ma l'impossibilità di alloggiare nella fusoliera sia il motore che un vano bombe in grado di trasportare il carico richiesto, fecero successivamente optare per la formula bimotore, con i motori installati nelle semiali. Il velivolo si presentava inoltre con il carrello di tipo triciclo anteriore (con gambe molto corte, di cui quelle posteriori che si ritraevano verso l'interno nello spessore alare). La prua comprendeva l'abitacolo nel quale due membri dell'equipaggio erano alloggiati affiancati ed all'estremità avrebbe dovuto essere installato il radar di puntamento.
Il prototipo così realizzato volò per la prima volta il 13 maggio 1949 e venne presentato, nel settembre dello stesso anno, all'annuale air show che la SBAC (Society of British Aerospace Companies) organizzava presso l'aeroporto di Hendon (odierna sede del Royal Air Force Museum) e che negli anni successivi sarebbe evoluto nella Mostra internazionale e esposizione di volo di Farnborough.

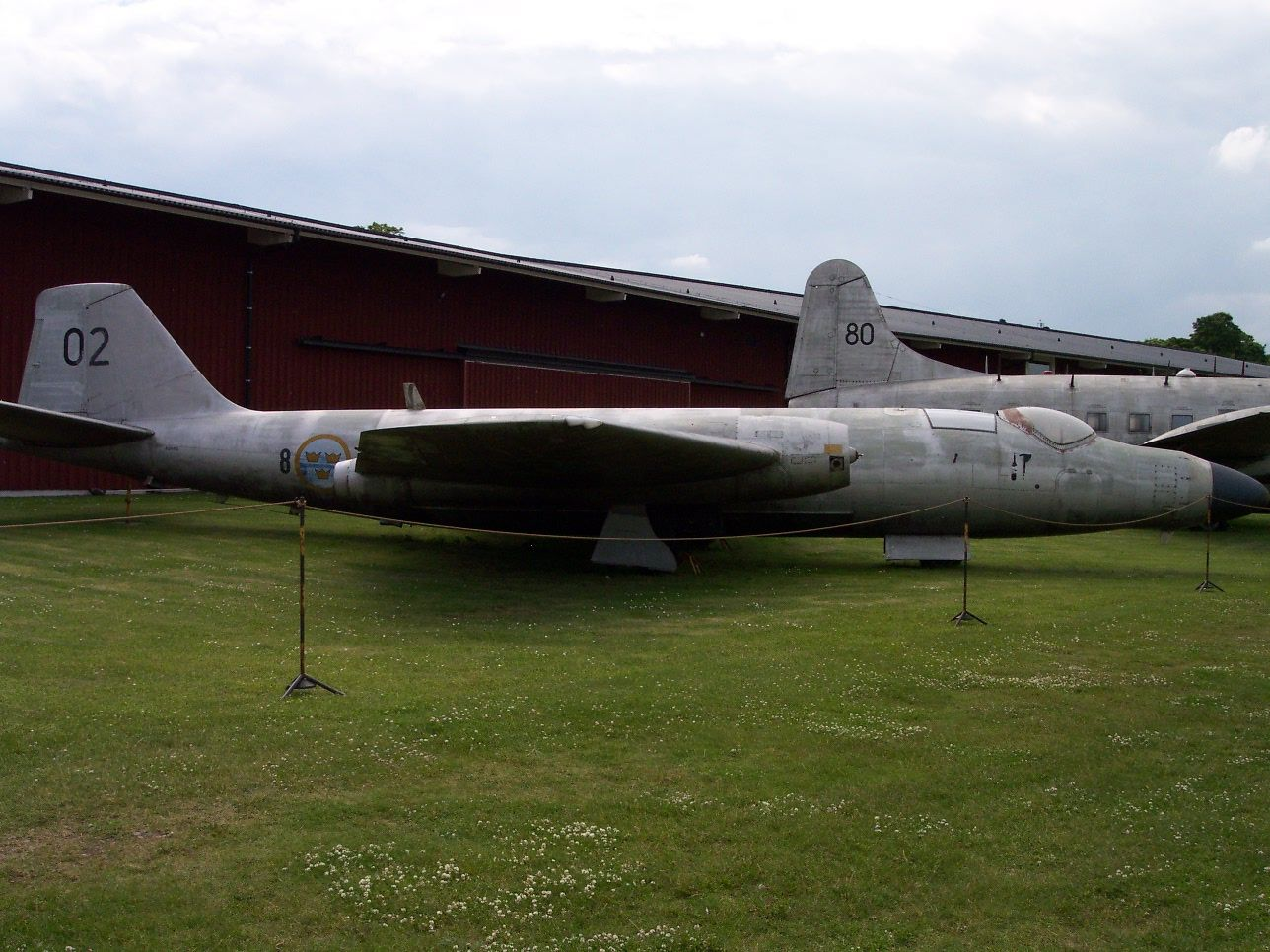
Un Canberra B.2 con le insegne della Svenska Flygvapnet.

Le prestazioni in volo del velivolo (soprattutto la sua agilità, malgrado le dimensioni) si dimostrarono sbalorditive e portarono ben presto ai primi ordinativi da parte della RAF.
L'aereo venne denominato Canberra (capitale dell'Australia) dal primo ministro australiano Robert Menzies nel gennaio del 1951, durante una visita effettuata presso le strutture della casa costruttrice, in ragione dell'interesse suscitato dal nuovo velivolo (che successivamente sarebbe stato acquistato e poi prodotto su licenza dalla Commonwealth Aircraft Corporation).
Nello stesso periodo i primi esemplari di serie (nella versione B.2) venivano consegnati ai reparti della RAF: questi differivano dal prototipo principalmente per l'assenza del radar di prua (la cui realizzazione aveva subito ritardi), sostituito da un sistema di puntamento ottico disposto nel muso divenuto (ovviamente) trasparente.
Risale alla prima metà del 1950 l'introduzione di una prima serie di modifiche che diede origine alla versione B.5: si trattava di nuovi bordi d'attacco alari, al cui interno erano compresi serbatoi per il combustibile (per un incremento della capacità pari a 900 gal, circa 4 100 l), nuove ruote (di diametro maggiorato) e motore Avon di maggior potenza, nella versione Mk.109.
Le medesime modifiche vennero recepite anche nelle versioni seguenti (B.6 e PR.7), mentre con la versione B(I).8 la cellula del Canberra fu oggetto di una sostanziale revisione progettuale: in base alle specifiche richieste, il velivolo veniva ad assumere il compito di bombardiere d'attacco a bassa quota. La nuova configurazione era immediatamente riconoscibile dalla diversa conformazione dell'abitacolo che era di tipo monoposto, disposto in posizione più elevata e disassata sulla sinistra della fusoliera. La postazione del navigatore/bombardiere era disposta all'estremità del muso vetrato. Altre modifiche sostanziali erano costituite dalla possibilità di alloggiare un contenitore ventrale per 4 cannoni e le relative munizioni e dall'introduzione di un pilone alare sotto ciascuna semiala. Il prototipo di questa versione si levò in volo per la prima volta nel luglio del 1950.
Un'ulteriore evoluzione del velivolo venne affidata alla Short Brothers: la ditta sviluppò la versione da ricognizione PR.9 nella quale fu riprogettato l'alloggiamento dell'equipaggio (che, comunque, esteriormente non era facilmente riconoscibile dalla versione precedente) e che adottava i motori Avon Mk.206 dalla potenza ulteriormente incrementata. In questo caso il primo esemplare fu completato nel luglio del 1958.
Sviluppo a sé stante ebbero tutte le versioni realizzate negli Stati Uniti dalla Glenn L. Martin Company, partendo dalla fornitura di due esemplari della versione B.2 e successivamente prodotte a seguito della concessione della licenza in base all'accordo firmato nell'aprile del 1951.

## Tecnica

### Struttura

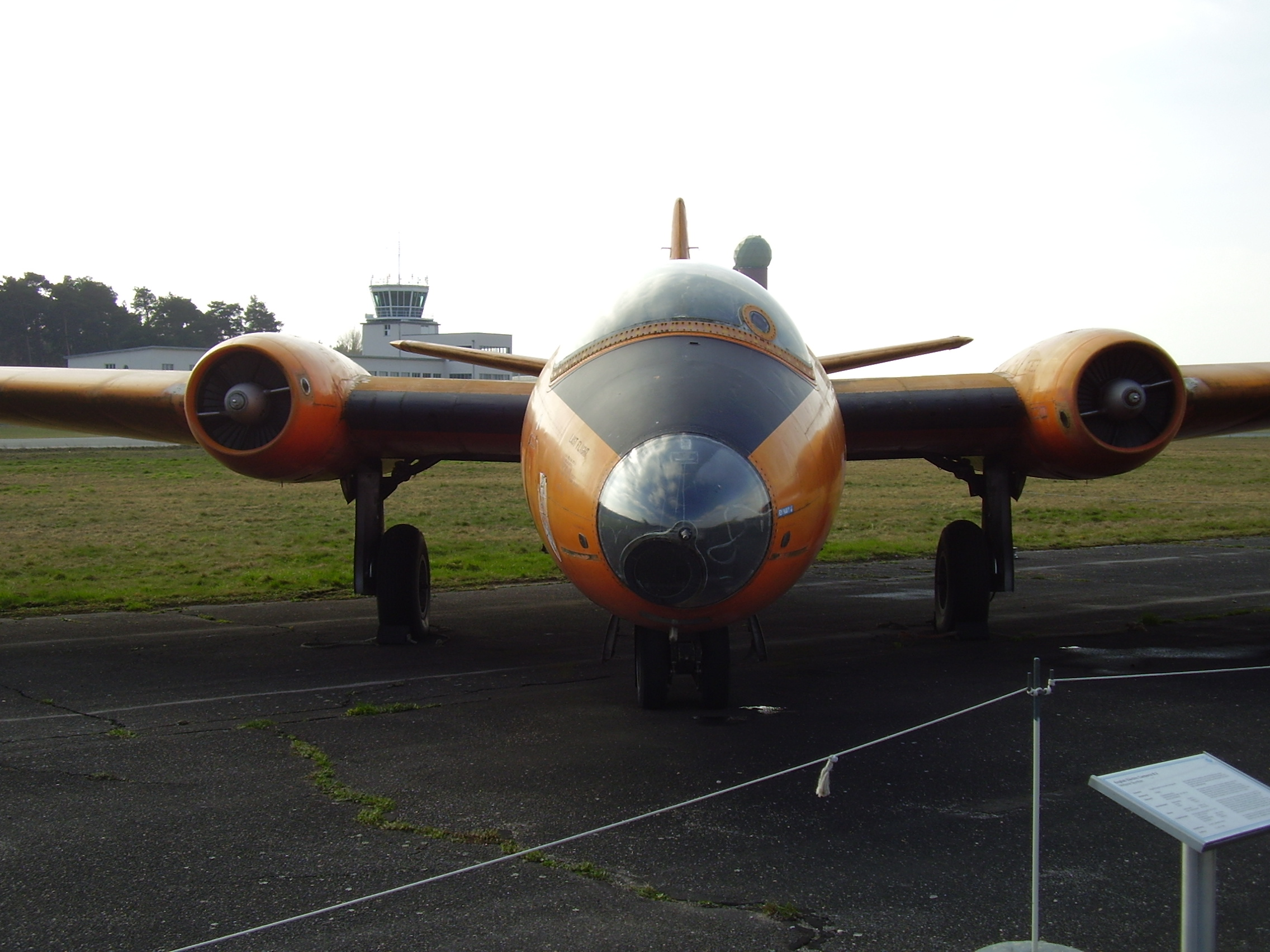
Primo piano del Canberra B.2 esposto al museo aeronautico di Berlino.

Il Canberra era un monoplano ad ala media dalla struttura interamente metallica. La fusoliera, di sezione rotonda, ospitava la cabina di pilotaggio con due sedili disposti uno a fianco dell'altro; il tettuccio era realizzato in polimetilmetacrilato.
Il carrello era di tipo triciclo anteriore: la ruota anteriore era alloggiata in fusoliera, subito dietro la cabina di pilotaggio, e gli elementi posteriori erano alloggiati nella zona mediana delle semiali.
I serbatoi erano disposti, nelle prime versioni di produzione, lungo il dorso e nel terminale di coda della fusoliera (non occupato dal vano bombe). Caratteristica particolare era costituita dagli aerofreni, costituiti da 24 elementi disposti nel ventre e nel dorso delle ali.
Nel corso della lunga vita operativa, la cellula del Canberra fu soggetta a diverse modifiche. Alcune di queste modifiche, in primis l'introduzione di serbatoi di carburante integrati nel profilo alare (adottati a partire dalla versione B.6), furono adottate a titolo definitivo; altre, quali il cono di prua metallico o l'abitacolo monoposto e disassato sul lato di sinistra della fusoliera, trovarono applicazione prevalentemente in ragione dell'impiego a cui la specifica versione era destinata.

### Propulsione
In tutte le versioni del Canberra la propulsione fu affidata al turbogetto Rolls-Royce Avon, primo motore a getto con compressore assiale realizzato nel Regno Unito. Impiegato inizialmente nella versione RA.3/Mk.101 dava una spinta di 28,9 kN; la versione più potente impiegata sul Canberra fu la RA.28, capace di oltre 45 kN di spinta.
In alcuni esemplari della serie B.2, si sperimentò un motore a razzo Napier Double Scorpion, in aggiunta ai due turbogetti, per una versione da ricognizione ad alta quota. Tale soluzione non fu adottata nella produzione di serie.

### Armamento
Le prime versioni del Canberra erano sprovviste di qualsiasi armamento difensivo: analogamente a quanto avvenuto per il de Havilland DH.98 Mosquito le doti di maneggevolezza e velocità del velivolo ne rendevano di fatto estremamente complessa l'intercettazione da parte dei caccia contemporanei. Solamente in tempi successivi vennero introdotte 2 mitragliatrici.
Anche per quanto riguarda le dotazioni offensive lo sviluppo temporale del progetto introdusse progressive modifiche. La versione iniziale, destinata al bombardamento tattico, prevedeva la possibilità di trasportare 6 000 lb (circa 2 700 kg) di bombe (il 50% in più di quanto richiesto nella specifica iniziale dell'Air Ministry). Successivamente, in particolare per quanto concerne le versioni destinate all'attacco al suolo, fu introdotto l'impiego di armi specifiche: un contenitore ventrale con 4 cannoni da 20 o 30 mm e, agganciati ad un pilone ventrale sotto ciascuna delle semiali, 2 batterie per 37 razzi da 50,8 mm oppure 2 missili aria-superficie AS-30; in particolare la presenza dei cannoni nel contenitore ventrale, comportava la riduzione del carico di caduta a 5 000 lb (circa 2 300 kg).

### Sistemi
La richiesta da cui nacque il Canberra prevedeva l'impiego di un radar di puntamento per il bombardamento, che superasse la necessità di un membro dell'equipaggio destinato al compito di navigatore-bombardiere. La realizzazione definitiva di questo apparato richiese, tuttavia, un periodo di tempo più lungo del previsto e la prima versione ad adottare tale configurazione (esternamente riconoscibile dal cono di prua privo di vetrature) fu la B.6.
In particolare va ricordato l'utilizzo di strumentazione LABS (Low Altitude Bombing System, ossia sistema per il bombardamento a bassa quota) sulla versione B(I).8, utile alle missioni di bombardamento che prevedessero l'impiego di armi nucleari.

## Impiego operativo

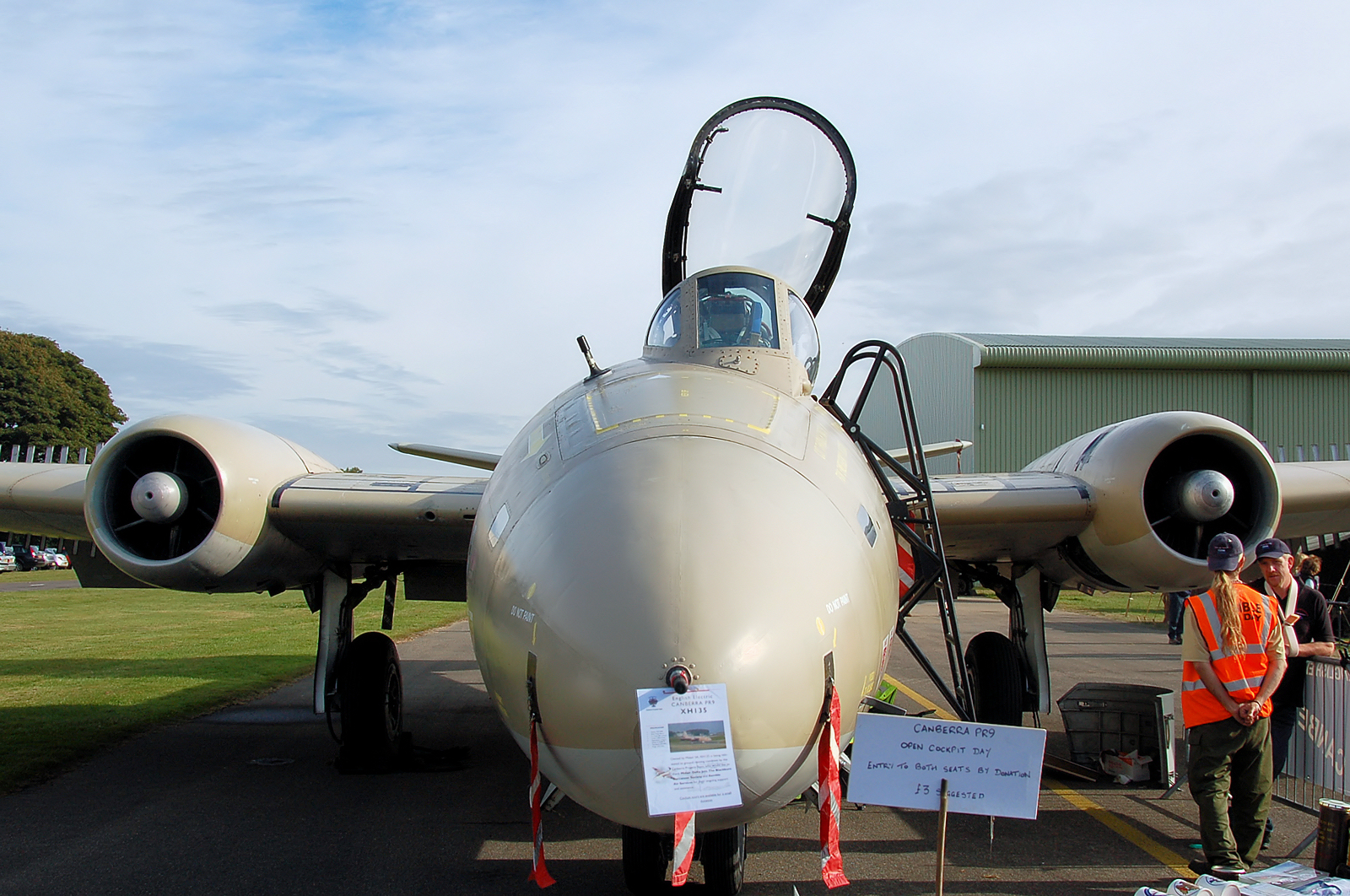
Un altro primo piano del muso del Canberra: in questo caso si tratta di un esemplare della versione PR.9.

Il primo reparto ad impiegare i Canberra B.2 fu lo Squadron 101, dal gennaio del 1951. Entro la fine dell'anno anche lo Squadron 9 era operativo. L'introduzione del velivolo fu accelerata a causa dello scoppio della guerra di Corea, e altri 5 Squadron divennero operativi entro il 1952.
A partire dal 1953 i Canberra furono impiegati in missioni di ricognizione in profondità nel territorio dei paesi del Patto di Varsavia: in particolare eseguirono missioni di osservazione della base di Kapustin Yar e, più in generale, del territorio della Repubblica Democratica Tedesca. Tali missioni (note come Project Robin) ebbero fine con l'entrata in servizio del Lockheed U-2.
Immediatamente successivo fu l'utilizzo ad opera della RAF dei Canberra durante la crisi di Suez (del 1956). Operando da Malta e Cipro, circa 100 velivoli eseguirono 278 missioni, con l'abbattimento di un solo aereo ad opera di un Meteor siriano.
Altre missioni classificate furono svolte dai velivoli dell'aviazione svedese: si trattava, prevalentemente, di missioni di intercettazione di trasmissioni radio effettuate dalle forze armate di Unione Sovietica, Polonia e Germania Est.
I Canberra furono impiegati attivamente nel corso della crisi seguita all'insurrezione comunista in Malaysia (dal luglio del 1948 al luglio del 1960) dalle forze del Commonwealth (Regno Unito, Australia, e Nuova Zelanda) che intervennero a fianco della Federazione della Malesia contro le forze del Tentera Pembebasan Rakyat Malaya (Armata di Liberazione Nazionale della Malesia).
Nel corso della guerra del Vietnam, alla quale presero parte anche esemplari costruiti negli Stati Uniti, i Canberra della RAAF furono apprezzati, paradossalmente, per la loro dotazione di strumenti di puntamento ottici: costretti ad effettuare missioni di bombardamento in quota (contrariamente ad altri velivoli dotati di sofisticati sistemi radar, che consentivano attacchi a bassa quota) erano meno esposti al fuoco della contraerea.
Numerosi altri conflitti videro l'utilizzo dei Canberra, in alcuni casi anche da schieramenti opposti, come nel caso dei conflitti indo - pakistani del 1965 e del 1971. Negli anni settanta il velivolo fu impiegato, questa volta nelle file dell'aviazione etiope, nei conflitti che coinvolsero l'Eritrea e poi la Somalia e i conflitti in Rhodesia e Sudafrica.
Negli anni ottanta il Canberra prese parte alla guerra delle Falkland: otto esemplari della Fuerza Aérea Argentina, rischierati presso la base di Trelew, effettuarono 36 missioni di bombardamento (22 notturne, contro truppe di terra).
L'ultimo conflitto che vide impegnati i Canberra fu quello tra il Perù e l'Ecuador: all'inizio del 1995 i velivoli della Fuerza Aérea del Perú combatterono presso l'area di confine della Valle del Cenepa.
La RAF organizzò una cerimonia per celebrare la conclusione della vita operativa del Canberra: fu realizzata il 28 luglio 2006 presso la base di Marham, ad oltre 55 anni dall'entrata in servizio.
Nel marzo successivo anche l'Aeronautica Militare Indiana ritirò definitivamente i propri esemplari. A quel tempo restavano operativi solo 5 velivoli peruviani,ora dismessi.

## Versioni

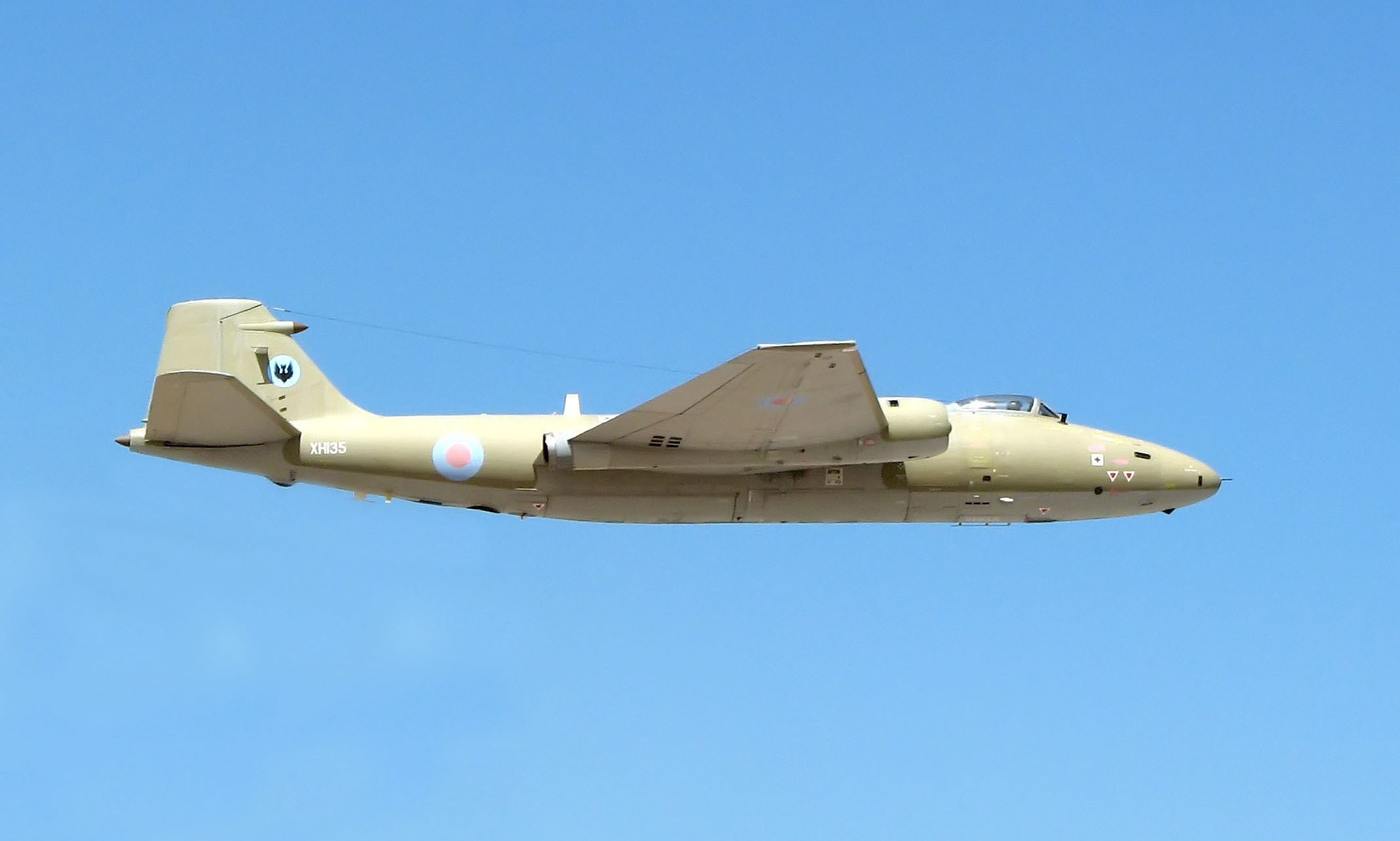
Un Canberra PR.9 in volo.

- Englis Electric A 1: Primo prototipo, biposto; dotato di motori Rolls-Royce Avon A.J.65.
- Canberra B.1: 3 esemplari di pre-serie, di cui uno motorizzato con Rolls-Royce Nene.
- B.2: prima versione di serie. Triposto con sistema di puntamento visivo, montava motori Avon Mk.101. Costruito in 204 esemplari dalla casa madre, 75 dalla Handley Page, altri 75 dalla Avro e 60 dalla Short. Diversi esemplari vennero esportati (Australia, Venezuela e Stati Uniti). Altri velivoli vennero in un secondo tempo rinnovati e venduti all'estero (Germania Federale, Perù, Rhodesia, Svezia, Venezuela).
  - B.20: 43 velivoli della versione B.2 prodotti su licenza dall'australiana GAF (Government Aircraft Factory).
  - T.21: 5 aerei da addestramento, basati sullo standard della versione B.2, costruiti dalla GAF in Australia.
  - Mk.52: designazione assegnata a 4 velivoli B.2 rinnovati e venduti all'Etiopia.
  - Mk.62: 10 esemplari di B.2 rinnovati e venduti all'Argentina.
- PR.3: versione destinata alla ricognizione fotografica. Costruita in 38 unità, venne esportata in Venezuela.
- T.4: versione da addestramento, dotata di doppi comandi; costruita in 75 esemplari, con vendite all'Australia, all'India ed al Venezuela. Alcuni esemplari ex RAF vennero venduti a forze aeree straniere (India, Perù, Rhodesia, Sud Africa) dopo il rinnovamento delle cellule.
  - Mk.64: 2 esemplari di T.4 rinnovati e venduti all'Argentina.
- B.5: avrebbe dovuto essere la prima versione dotata di radar per l'impiego senza visibilità, ma in un primo tempo venne destinata alla segnalazione dei bersagli e successivamente abbandonata perché ormai superata.
- B.6: versione da bombardamento, sviluppata dalla B.2. Equipaggiata con motori Avon Mk.109 e serbatoi alari, venne venduta anche all'Ecuador. Prodotta in 100 esemplari.
- B(I).6: prima versione destinata a compiti di bombardamento ed attacco (Interdictor). Dotata di serbatoi di piloni alari e contenitore ventrale per 4 cannoni da 20 mm; venne prodotta in 22 esemplari per la RAF. Di questi 20 vennero successivamente rinnovati e rivenduti all'estero.
  - Mk.56: 10 velivoli della serie B(I).6 rinnovati e venduti al Perù.
  - Mk.66: altri 10 esemplari di B(I).6 rinnovati e venduti all'India.
- PR.7: versione sviluppata dalla PR.3, montava motori Avon Mk.109. Prodotta in 71 esemplari.
  - Mk.57: velivoli della versione PR.7 venduti all'India (8 nuovi e 2 rinnovati).
  - Mk.67: 2 esemplari di PR.7 rinnovati e venduti, ancora una volta, all'India.
- B(I).8: incursore notturno; aveva la postazione del pilota disassata a sinistra e postazione per il navigatore nel muso. Costruita in 56 esemplari. Alcuni furono venduti al Venezuela.
  - Mk.58: lotto di 71 esemplari della versione B(I).8, venduti all'India.
  - Mk.68: singolo esemplare di B(I).8, venduto al Perù.
- PR.9: versione da ricognizione, dotata di motori Avon 206. Costruita in 23 unità, vendute tutte alla RAF.
  - SC.9: un esemplare di PR.9 modificato con l'installazione di radar Ferranti AI.23 e apparato di guida all'infrarosso per prove di lancio del missile aria-aria Hawker Siddeley Red Top.
- D.10: 24 velivoli della versione B.2 trasformati in bersagli telecomandati (inizialmente denominati U.10).
- T.11: 9 esemplari di B.2 trasformati in addestratori (quadriposto) per l'uso dei radar.
- B(I).12: esemplari dello standard B(I).8 costruiti per Nuova Zelanda (10 unità) e Sud Africa (6).
- T.13: singolo esemplare, variante del modello T.4, costruito per la Nuova Zelanda.
- D.14: conversione di alcuni velivoli telecomandati della versione D.10 (inizialmente indicati come U.14).
- B.15: esemplari di B.6 modificati e destinati alla Middle East Air Force ed alla Far East Air Force; 39 unità realizzate, di cui 32 successivamente adattate per l'impiego di missili AS-30.
- E.15: esemplari di B.15 ulteriormente modificati mediante l'installazione di calibratori d'alta quota ed altre apparecchiature di navigazione.
- B.16: 19 esemplari ottenuti mediante aggiornamento di velivoli delle serie B.6 e B.15.
- T.17: versione da addestramento per le tecniche ECM; 24 velivoli convertiti dalla serie B.2;
- TT.18: 18 unità della serie B.2 convertite per il traino di bersagli e dotate di sistemi di rifornimento in volo sotto le semiali;
- T.19: 8 esemplari di T.11 aggiornati;
- T.22: 7 velivoli ottenuti modificando esemplari della serie PR.7; dotati di radar Blue Parrot, vennero impiegati dalla Fleet Air Arm per l'addestramento dei navigatori all'impiego del sistema impiegato sui Blackburn Buccaneer.

Si contano almeno altre 100 conversioni per svariati tipi di sperimentazioni, riguardanti motori, armamenti, sistemi di avionica.
Per le versioni costruite dalla Glenn L. Martin Company negli Stati Uniti, si veda il B-57 Canberra.
I dati sono tratti da Enciclopedia L'Aviazione

## Utilizzatori
Argentina
- Fuerza Aérea Argentina

 Australia
- Royal Australian Air Force

 Cile
- Fuerza Aérea de Chile

 Ecuador
- Fuerza Aérea Ecuatoriana

 Etiopia
- Ye Ithopya Ayer Hayl

 Francia
- Armée de l'air

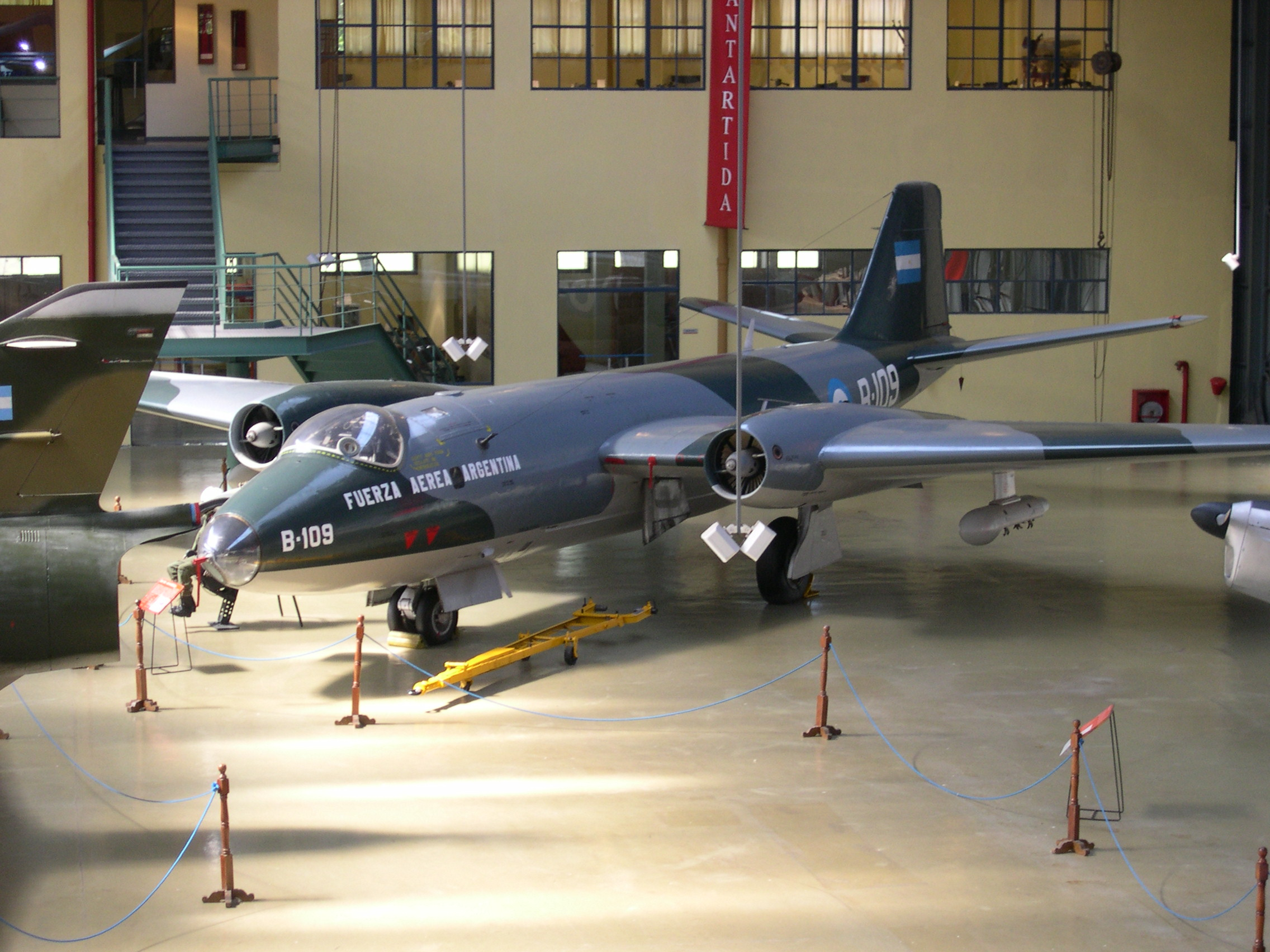
English Electric Canberra B Mk.62 (B-109), Fuerza Aérea Argentina

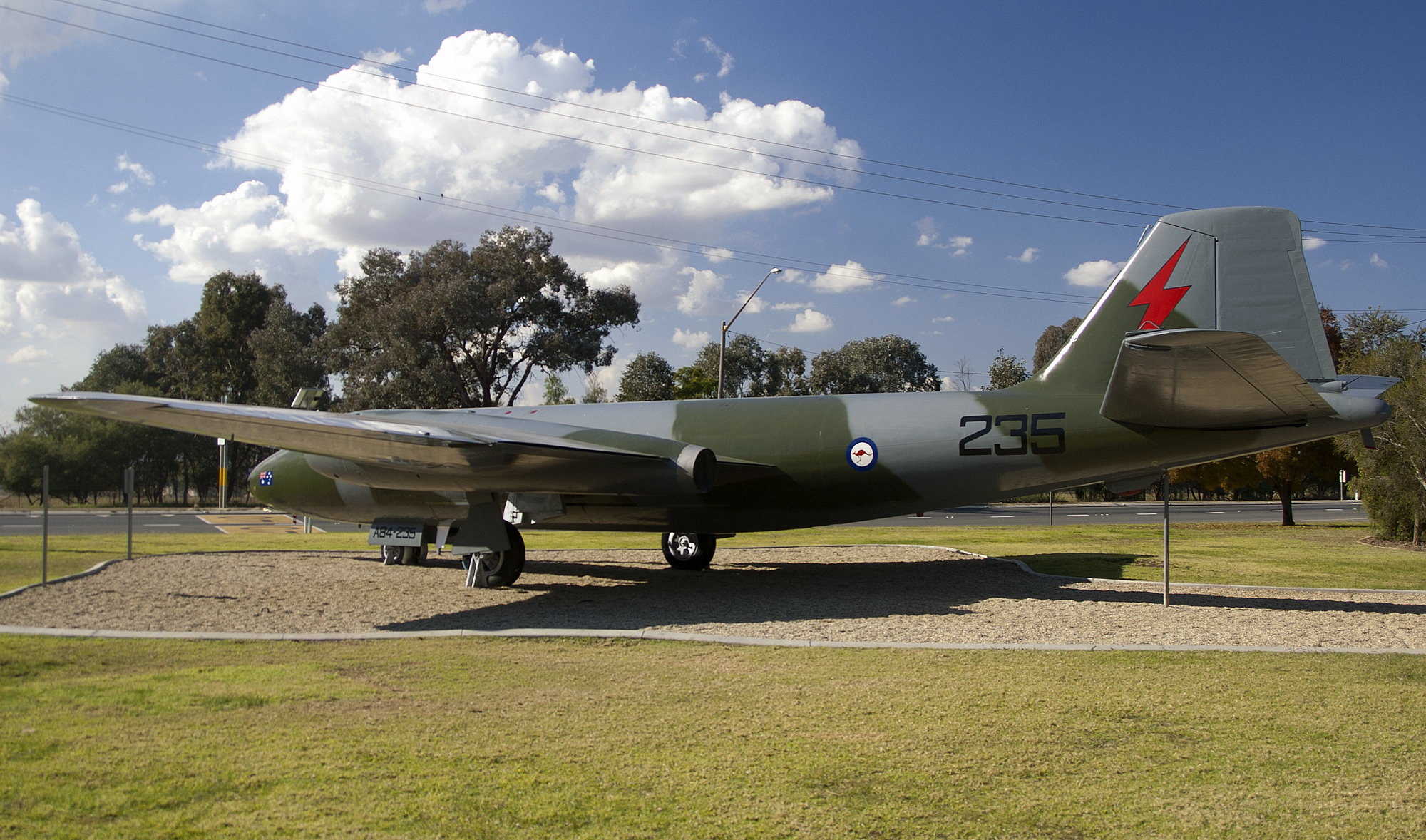
Canberra Mk.20 (A84-235), RAAF

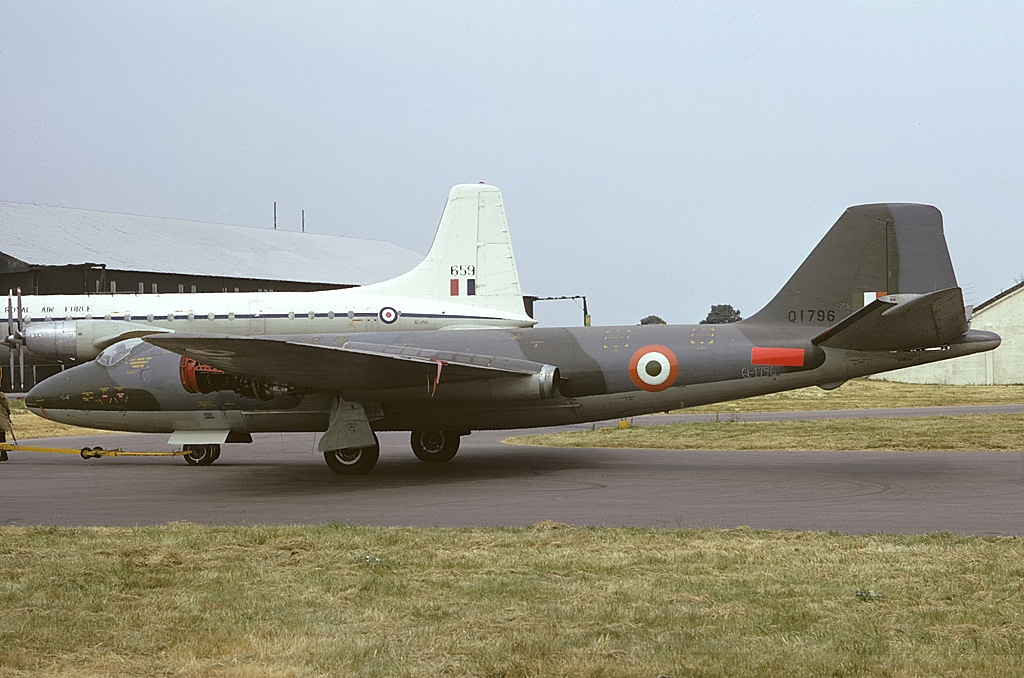
English Electric Canberra T4, Bhāratīya Vāyu Senā

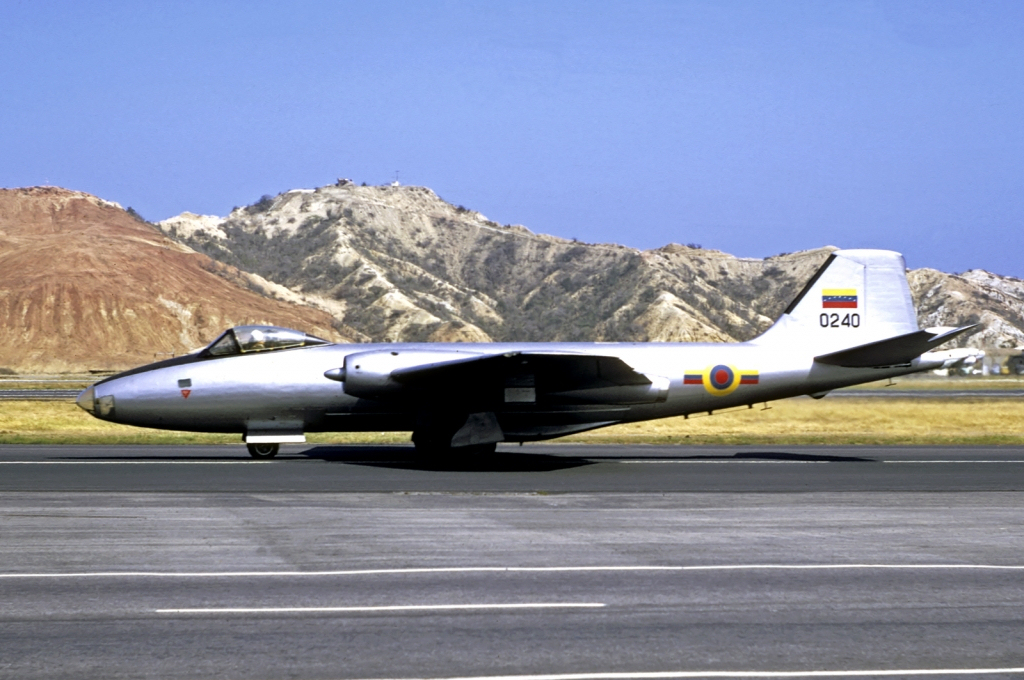
English Electric Canberra, Aviación Militar Venezolana

  - impiegati solo in reparti di sperimentazione: Centre d'Essai en Vol e Centre du Tir et de Bombardement[7]

 Germania
- Luftwaffe

 India
- Bhāratīya Vāyu Senā

 Nuova Zelanda
- Royal New Zealand Air Force

 Perù
- Fuerza Aérea del Perú

8 B(I)MK-8 acquistati nel 1955, con il primo esemplare consegnato a partire dal 1º giugno 1956. 1 Canberra B(I)MK-8 consegnato nel 1960 per sostituire un esemplare perso in un incidente. Tra il 1966 e il 1969 furono consegnati 6 BMK-72, 6 B(I)MK-56 e 2 T.MK-4 da conversione operativa. 1 B(I)MK-68 fu consegnato nel 1971 e l'anno successivo un altro T.MK-4, seguiti tra il 1974 e il 1979 da altri 11 B(I)MK-68. Infine, 5 B(I)MK-12 e 1 T.MK-4 furono acquistati dalla sudafricana Suid-Afrikaanse Lugmag nel 1991 e consegnati il 1º gennaio 1992.
 Regno Unito
- Fleet Air Arm
- Royal Air Force

 Rhodesia
- Royal Rhodesian Air Force

 Sudafrica
- Suid-Afrikaanse Lugmag

6 Canberra B(I) Mk-12 da bombardamento ricevuti nel 1963 e 3 Canberra T.Mk-4 da addestramento ricevuti nel 1964, tutti ritirati nel 1991. 5 B(I)MK-12 e 1 T.MK-4 ceduti alla Fuerza Aérea del Perú nel 1991.
 Svezia
- Svenska Flygvapnet

 Stati Uniti
- United States Air Force
  - esemplari acquistati per la valutazione e lo sviluppo del futuro B-57

 Venezuela
- Aviación Militar Venezolana

 Zimbabwe
- Air Force of Zimbabwe

## Modellismo
- (EN) B-57 Canberra, su Cybermodeler Online, http://www.cybermodeler.com, Data pubblicazione 15-11-2009. URL consultato il 6 marzo 2010.

### Pubblicazioni
- (EN) David A. Anderton, Martin B-57 Night Intruders & General Dynamics RB-57F, in Aircraft in Profile, vol. 14, 1974,  pp. 1-25.
- (EN) Ken Delve, Canberra... forty years and thriving still, in Air International, vol. 36, n. 6, giugno 1989,  pp. 296-306.
- (EN) Salvadore Mafé Heurtas, Canberras Over the Falklands: Wartime Exploits of a Venerable Jet Bomber, in Air Enthusiast, vol. 66, n. 4, novembre/dicembre 1996,  pp. 61-65.